# Polycycnis
Polycycnis – rodzaj roślin z rodziny storczykowatych (Orchidaceae). Obejmuje 15 gatunków. Rośliny występują w Ameryce Środkowej i Ameryce Południowej w takich krajach jak: Boliwia, północno-wschodnia Brazylia, Kolumbia, Kostaryka, Ekwador, Gujana Francuska, Gujana, Honduras, Panama, Peru, Surinam, Wenezuela.

## Systematyka
Rodzaj sklasyfikowany do podplemienia Stanhopeinae w plemieniu Cymbidieae, podrodzina epidendronowe (Epidendroideae), rodzina storczykowate (Orchidaceae), rząd szparagowce (Asparagales) w obrębie roślin jednoliściennych.
Wykaz gatunków
- Polycycnis annectans Dressler
- Polycycnis aurita Dressler
- Polycycnis blancoi G.Gerlach
- Polycycnis escobariana G.Gerlach
- Polycycnis grandiflora G.Gerlach & Pupulin
- Polycycnis grayi Dodson
- Polycycnis lehmannii Rolfe
- Polycycnis lepida Linden & Rchb.f.
- Polycycnis muscifera (Lindl. & Paxton) Rchb.f.
- Polycycnis ornata Garay
- Polycycnis pfisteri Senghas, Tagges. & G.Gerlach
- Polycycnis silvana F.Barros
- Polycycnis surinamensis C.Schweinf.
- Polycycnis tortuosa Dressler
- Polycycnis villegasiana G.Gerlach